# ديفيد رودجرز
ديفيد رودجرز (بالإنجليزية: David Rodgers)‏ هو لاعب كرة قدم بريطاني في مركز الدفاع، ولد في 28 فبراير 1952 في برستل في المملكة المتحدة. لعب مع فوريست غرين ونادي بريستول سيتي ونادي توركي يونايتد ونادي لينكولن سيتي.